# Alberto Evaristo Ginastera
Alberto Evaristo Ginastera, argentinski skladatelj, * 11. april 1916, Buenos Aires, Argentina, † 25. junij 1983, Ženeva, Švica.
Ginastera je eden najpomembnejših in inventivnih južnoameriških skladateljev 20. stoletja. Njegov prispevek sodobni literaturi resne glasbe združuje argentinske ljudske napeve in ritme s sodobnimi kompozicijske tehnike.
Zrasel je v družini italijanskih in katalonskih izseljencev, ki so se ukvarjali s trgovino in kmetijstvom. S študijem glasbe je pričel pri dvanajstih letih, od leta 1934 dalje pa prejel mnogo priznanj in nagrad za svoje skladateljsko delo. Deloval je kot član akademskih ustanov mnogih južnoameriških držav, bil je dekan in častni profesor  Argentinske katoliške univerze, poučeval je tudi na Univerzi v La Plati. Leta 1968 mu je Univerza Yale (ZDA) podelila častni doktorat.
Njegov skladateljski opus obsega vse glasbene zvrsti, zložil je 3 opere, 5 baletov, koncert za harfo in orkester, 2 koncerta za klavir in orkester, skupino simfoničnih skladb, 2 koncerta za violončelo in orkester, violinski koncert, kantate, solistične klavirske in kitarske skladbe, vokalna dela na besedila Lorce, Rafaela Albertija, Jiméneza itd. Celoten repertoar obsega 55 del. Slogovno bi lahko razvrstili njegova dela v tri skupine, ki izhajajo iz različnih obdobij njegovega življenja. Ta obdobja je poimenoval skladatelj sam, kot objektivni nacionalizem, subjektivni nacionalizem in neo-ekspresionizem.

## Opus
- op. 1   Panambí, balet (1934 – 1936)
- op. 1a  Suita iz baleta Panambí, za orkester
- op. 2   Argentinski plesi (Danzas argentinas), za klavir (1937)
- op. 3	Dve pesmi, na besedili Silve Valdés, za glas in klavir (1938)
- op. 4   Cantos del Tucumán, na besedila Jimene Sánchez, za glas, flavto, violino, harfo in dve indijanske piščali, imenovane »cajas« (1938)
- op. 5   Psalm 150, za orkester, otroški in mešani zbor (1938)
- op. 6 	Tri skladbe za klavir (1940)
- op. 7 	Malambo, za klavir (1940)
- op. 8   Estancia, balet (1941)
- op. 8a Danzas de Estancia, za orkester
- op. 9 	Uvertura kreolskega Fausta, za orkester (1943)
- op. 10 Pet popularnih argentinskih pesmi, za glas in klavir (1943)
- op. 11 Las horas de una estancia (besedilo : Victoria Ocampo), za glas in klavir (1943)
- op. 12 12 ameriških preludijev za klavir (1944)
- op. 13 Duo, za flavto in oboo (1945)
- op. 14 Hieremiae Prophetae Lamentationes, za mešani zbor (1946)
- op. 15 Suita kreolskih plesov, za klavir (1946)
- op. 16 Pampeana št. 1, za violino in klavir (1947)
- op. 17 Ollantay, za orkester (1947)
- op. 18 Tokata, vilančiko in fuga, za orgle solo (1947)
- op. 19  Rondo na otroške argentinske melodije, za klavir (1947)
- op. 20  Godalni kvartet št. 1 (1948)
- op. 21 Pampeana št. 2, za violončelo in klavir (1950)
- op. 22 Klavirska sonata št. 1 (1952)
- op. 23 Koncertne variacije, za komorni orkester (1953)
- op. 24 Pampeana št. 3, za orkester (1954)
- op. 25 Koncert za harfo in orkester (1956)
- op. 26 Godalni kvartet št. 2 (1958)
- op. 27  Kantata za magično Ameriko,  za sopran in orkester tolkal (1960)
- op. 28  Klavirski koncert št. 1 (1961)
- op. 29 Kvintet, za klavir in godalni kvartet (1963)
- op. 30  Violinski koncert (1963)
- op. 31 Don Rodrigo, opera (1964)
- op. 31a Sinfonia »Don Rodrigo« , za sopran in orkester
- op. 32  Kantata »Bomarzo«, za recitatorja,  tenor (ali bariton) in komorni orkester (1964)
- op. 33 Concerto per corde (1965)
- op. 34 Bomarzo, opera (1966-1967)
- op. 35  Simfonične etude, za orkester (1967)
- op. 36 Koncert za violončelo in orkester št. 1 (1968)
- op. 37 Milena cantata za sopran in orkester (1971)
- op. 38 Beatrix Cenci, opera (1971)
- op. 39  Klavirski koncert št. 2 (1972)
- op. 40 Godalni kvartet št.3 (1973)
- op. 41 Puneña št. 1, za flavto solo (1973)
- op. 42  Serenada, za bariton, violončelo in komorni ansambel (1974)
- op. 43 Turbae, za solista (vokal), zbor in orkester (1975)
- op. 44 Popol Vuh, za orkester (1975)
- op. 45 Puneña št. 2, za violončelo solo (1976)
- op. 46 Glose na teme Pabla Casalsa, za godalni orkester in godalni kvintet (1976)
- op. 47  Sonata za kitaro solo (1976)
- op. 48  Glose na teme Pabla Casalsa, za simfonični orkester (1977)
- op. 49 Sonata za violončelo in klavir (1979)
- op. 50 Koncert za violončelo in orkester št. 2 (1980)
- op. 51 Iubilum, za orkester (1980)
- op. 51a Fanfare, za 4 trobente
- op. 52  Variacije in tokata na temo »Aurora lucis rutilat«, za orgle solo (1980)
- op. 53 Klavirska sonata št. 2 (1981)
- op. 55* Klavirska sonata št. 3 (1982)

- Piezas infantiles, za klavir (1934)
- Argentinski konzert(Concierto argentinos), za klavir in orkester (1937)
- Milonga, za klavir (1938)
- Pequeña danza, za klavir (1941)
- Danzas argentinas para los niños, za klavir
  - I. Moderato za Alex
  - II. Paisaje za Georgina
- Toccata za klavir, (1970)